# Liste der Mitglieder des österreichischen Herrenhauses
Das österreichische Herrenhaus, die Erste Kammer des Reichsrates, setzte sich aus folgenden Kategorien von Mitgliedern zusammen:
1. aus den berufenen Prinzen des kaiserlichen Hauses (d. h. den volljährigen Erzherzögen)
2. aus den Erzbischöfen und jenen Bischöfen, denen fürstlicher Rang zukam
3. aus Angehörigen des „vermögenden landsässigen Adels“ (d. h. den Häuptern jener Adelsgeschlechter, denen der Kaiser die „erbliche Reichsratswürde“ verliehen hatte)
4. aus österreichischen Staatsbürgern, die vom Kaiser für Verdienste um Staat oder Kirche, Wissenschaft oder Kunst auf Lebenszeit berufen wurden (1907 wurde gesetzlich bestimmt, dass diese Kategorie mindestens 150 und höchstens 170 Mitglieder zu umfassen hat;[1] zuvor war seit 1861 keine Mindest- oder Höchstzahl bestimmt).

## I. Prinzen des kaiserlichen Hauses
Nach den den Stenographischen Protokollen des Herrenhauses beigefügten Listen der Mitglieder des Herrenhauses, Abschnitt I, Prinzen des kaiserlichen Hauses (Namen der Erzherzöge nach der Rechtschreibreform 1902 / 1903). Die hier verwendeten Namen weichen gelegentlich von den in der Geschichtsschreibung bzw. in Wikipedia-Artikeln verwendeten ab.
Reihung alphabetisch nach Namen.
| Name                                             | Lebensdaten                           | Mitgliedschaft               | Session     |
| ------------------------------------------------ | ------------------------------------- | ---------------------------- | ----------- |
| Albrecht, Feldmarschall                          | 1817–1895                             | 1861–1895                    | I.–XI.      |
| Albrecht                                         | 18xx–19xx                             | 1917–1918                    | XXII.       |
| Albrecht Salvator                                | 18xx–18xx                             | 18xx–18xx                    | XI.         |
| Ernst, Feldmarschallleutnant                     | 1824–1899                             | 1861–1899                    | I.–XV.      |
| Eugen, Feldmarschall                             | 1863–1954                             | 18xx–1918                    | IX.–XXII.   |
| Ferdinand Karl Ludwig                            | 1868–1915 (resigniert)                | 18xx–1915                    | X.–XXI.     |
| Ferdinand Max, Bruder von Franz Joseph I.        | 1832–1867                             | 1861–1867                    | I.–II.      |
| Franz Ferdinand von Österreich-Este, Thronfolger | 1863–1914 (ermordet am 28. Juni 1914) | 188x–1914                    | IX.–XXI.    |
| Franz Salvator                                   | 18xx–19xx                             | 1917–1918                    | XXII.       |
| Franz Karl Salvator                              | 1866–1939                             | 18xx–1918                    | X.–XXII.    |
| Friedrich, Feldmarschall                         | 1856–1936                             | 18xx–1918                    | IX.–XXII.   |
| Heinrich                                         | 18xx–18xx                             | 1861–18xx                    | I.–XI.      |
| Heinrich Ferdinand                               | 18xx–19xx                             | 18xx–1918                    | XIV.–XXII.  |
| Hubert Salvator                                  | 1894–1971                             | 1917–1918                    | XXII.       |
| Johann von Toskana                               | 1852–1890 (vermisst)                  | 187x–1889                    | IV.–IX.     |
| Josef                                            | 18xx–1905                             | 1861–1905                    | I.–XVII.    |
| Josef                                            | ?–?                                   | 1917–1918                    | XXII.       |
| Josef August                                     | 1872–1962                             | 18xx–1918                    | XI.–XXII.   |
| Josef Ferdinand                                  | 1872–1942                             | 18xx–1918                    | XI.–XXII.   |
| Josef Franz                                      | 1895–1957                             | 1917–1918                    | XXII.       |
| Karl Albrecht                                    | 1888–1951                             | 19xx–1918                    | XX.–XXII.   |
| Karl Ferdinand                                   | 18xx–18xx                             | 1861–18xx                    | I.–VII.     |
| Karl Franz Josef, Thronfolger                    | 1887–1922                             | 19xx–1916 (1916–1918 Kaiser) | XVIII.–XXI. |
| Karl Ludwig, Bruder von Franz Joseph I.          | 1833–1896                             | 1861–1896                    | I.–XI.      |
| Karl Salvator bzw. Karl von Toskana              | 1839–1892                             | 18xx–1892                    | VI.–XI.     |
| Karl Stephan                                     | 1860–1933                             | 18xx–1918                    | X.–XXII.    |
| Leo Karl                                         | 1893–1939                             | 1917–1918                    | XXII.       |
| Leopold                                          | 18xx–1898                             | 1861–1898                    | I.–XIV.     |
| Leopold Ferdinand                                |                                       |                              | X.–XVI.     |
| Leopold                                          | 18xx–19xx                             | 1917–1918                    | XXII.       |
| Leopold Salvator                                 | 1863–1931                             | 18xx–1918                    | IX.–XXII.   |
| Ludwig Salvator                                  | 1847–1915                             | 18xx–1915                    | VI.–XXI.    |
| Ludwig Viktor, Bruder von Franz Joseph I.        | 1842–1919                             | 186x–1918                    | II.–XXII.   |
| Maximilian Eugen Ludwig                          | 1895–1952                             | 1917–1918                    | XXII.       |
| Otto Franz Josef                                 | 1865–1906                             | 18xx–1906                    | X.–XVII.    |
| Peter Ferdinand                                  | 1874–1948                             | 189x–1918                    | XI.–XXII.   |
| Rainer                                           | 1827–1913                             | 1861–1913                    | I.–XXI.     |
| Rainer Karl                                      | 18xx–19xx                             | 1917–1918                    | XXII.       |
| Rudolf, Kronprinz                                | 1858–1889                             | 18xx–1889                    | IX.–X.      |
| Sigismund                                        | ?                                     | 1861–18xx                    | I.–XI.      |
| Wilhelm                                          | ?                                     | 1861–18xx                    | I.–XI.      |
| Wilhelm                                          | 1895–1948                             | 1917–1918                    | XXII.       |

## II. Erbliche, kirchliche und auf Lebensdauer ernannte Mitglieder

### A
| Name                                      | Lebensdaten                               | Beruf                                                  | Mitgliedschaft     | Session | Fraktion          |
| ----------------------------------------- | ----------------------------------------- | ------------------------------------------------------ | ------------------ | ------- | ----------------- |
| Carl Ludwig Arndts Ritter von Arnesberg   | 1803–1878                                 | Hofrat                                                 | berufen, ?–1878    | ?–VIII. | ?                 |
| Alfred Ritter von Arneth                  | 1819–1897                                 | Hofrat und Direktor des Haus-, Hof- und Staatsarchives | berufen, 1869–1897 |         | Verfassungspartei |
| Ottokar Maria Graf von Attems             | 1815–1867                                 | Fürstbischof von Seckau                                | geistlich, ?–1867  | ?–IV.   | ?                 |
| Maximilian Eugen Graf von Attems-Gilleis  | 1859–1939                                 | Kämmerer                                               | erblich, 1917–1918 | XXII.   | ?                 |
| Ignaz Maria Graf von Attems-Heiligenkreuz | 1774–1861                                 | Landeshauptmann Steiermark                             | erblich, 1861–1861 | I.-?    | ?                 |
| Anton Alexander Graf von Auersperg        | 1806–1876                                 | Geheimer Rat                                           | berufen, 1861–1876 | ?–VIII. | ?                 |
| Karl Maria Fürst von Auersperg            | 1859–1927                                 | Geheimer Rat, Oberst i. d. ?                           | erblich, 1891–1918 | ?–XXII. | Verfassungspartei |
| Karl Wilhelm Fürst von Auersperg          | 1814–1890                                 | Geheimer Rat                                           | erblich, 1861–1890 | ?–X.    | ?                 |
| Leopold Graf von Auersperg                | 1855–1918 (gestorben am 23. Februar 1918) | Geheimer Rat, Minister a. D.                           | berufen, ?–1918    | ?–XXII. | Mittelpartei      |

### B
| Name                                | Lebensdaten                               | Beruf                                                                             | Mitgliedschaft     | Session | Fraktion          |
| ----------------------------------- | ----------------------------------------- | --------------------------------------------------------------------------------- | ------------------ | ------- | ----------------- |
| Joseph Maria Baernreither           | 1845–1925                                 | Geheimer Rat, Minister a. D.                                                      | berufen, ?–1918    | ?–XXII. | Verfassungspartei |
| Andreas Freiherr von Baumgartner    | 1793–1865                                 | Physiker                                                                          | berufen, 1861–1865 |         | ?                 |
| Max Wladimir Freiherr von Beck      | 1854–1943                                 | Geheimer Rat, Ministerpräsident a. D., Präsident des k.k. Obersten Rechnungshofes | berufen, 1907–1918 | ?–XXII. | Mittelpartei      |
| Adolf Beer                          | 1831–1902 (gestorben am 7. Mai 1902)      | Ministerialrat, emer. o. ö. Professor der technischen Hochschule in Wien          | berufen, ?–1902    | ?–XVII. | Verfassungspartei |
| Richard Graf Belcredi               | 1823–1902 (gestorben am 2. Dezember 1902) | Geheimer Rat, Kämmerer, Präsident des Verwaltungsgerichtshofes a. D.              | berufen, 1881–1902 | ?–XVII. | keine             |
| Karl Graf Belrupt-Tissac            | 1826–1903 (gestorben am 31. Mai 1903)     | Geheimer Rat, Kämmerer                                                            | berufen, 1871–1903 | ?–XVII. | Verfassungspartei |
| Ludwig Ritter von Benedek           | 1804–1881                                 | Geheimer Rat, Feldzeugmeister                                                     | berufen, 1861–1881 | ?–IX.   | ?                 |
| Moriz Benedikt                      | 1849–1920                                 | Herausgeber von „Neue Freie Presse“                                               | berufen, ?–1918    | ?–XXII. | keine             |
| Karl Beurle                         | 1860–1919                                 | Hof- und Gerichtsadvokat                                                          | berufen, 1917–1918 | ?–XXII. | Verfassungspartei |
| Leon Ritter von Biliński            | 1846–1923                                 | Geheimer Rat, Minister a. D.                                                      | berufen, 1900–1918 | ?–XXII. | Rechte            |
| Gustav Graf Blome                   | 1829–1906                                 | Geheimer Rat, Kämmerer, a. ?. Gesandter und bevollm. Minister i. D.               | berufen, 1867–1906 |         | Rechte            |
| Eugen Böhm Ritter von Bawerk        | 1851–1914                                 | Geheimer Rat, Minister a. D.                                                      | berufen, ?–1914    |         | keine             |
| Eduard Freiherr von Böhm-Ermolli    | 1856–1941                                 | Geheimer Rat, Generaloberst                                                       | berufen, ?–1918    | ?–XXII. | Mittelpartei      |
| Arthur Freiherr von Bolfras         | 1838–1922                                 | Geheimer Rat, Generaloberst a. D.                                                 | berufen, ?–1918    | ?–XXII. | Mittelpartei      |
| Heinrich Graf Brandis               | 1821–1900 (gestorben am 17. Februar 1900) | Kämmerer                                                                          | berufen, 1891–1900 | ?–XVI.  | Rechte            |
| Adolph Freiherr von Brenner-Felsach | 1814–1883                                 | Geheimer Rat                                                                      | berufen, 1879–1883 | ?–IX.   | ?                 |
| Ernst Ritter von Brücke             | 1819–1892                                 | Hofrat                                                                            | berufen, 1879–1892 | ?–XI.   | ?                 |
| Artur Graf Bylandt-Rheidt           | 1854–1915                                 | Geheimer Rat, Kämmerer, Minister des Innern                                       | berufen, ?–1915    |         | Mittelpartei      |

### C
| Name                                                 | Lebensdaten | Beruf | Mitgliedschaft     | Session | Fraktion          |
| ---------------------------------------------------- | ----------- | --- | ------------------ | ------- | ----------------- |
| Carl Chorinský                                       | 1838–1897   | Landeshauptmann von Salzburg | berufen, 1887–1897 |         | ?                 |
| Rudolf Karl Reichsgraf Chotek von Chotkow und Wognin | 1832–1894   | Politiker | berufen, 1870–1894 |         | ?                 |
| Eduard Graf Clam-Gallas                              | 1805–1891   | General | berufen, 1861–1891 |         | ?                 |
| Franz Graf von Clam-Gallas                           | 1854–1930   | Geheimer Rat, Kämmerer, Rittmeister a. D. | berufen, 1895–1918 | ?–XXII. | Mittelpartei      |
| Heinrich Graf Clam-Martinic                          | 1863–1932   | Geheimer Rat, Kämmerer, Ministerpräsident a. D., Oberst i. d. ?                                                                                | berufen, 1902–1918 | ?–XXII. | Rechte            |
| Manfred Graf von Clary und Aldringen                 | 1852–1928   | Politiker | erblich, ?–1918    |         | ?                 |
| Franz Graf Coronini-Cronberg                         | 1833–1901   | Politiker | berufen, 1897–1901 |         | ?                 |
| Franz Karl Graf Coudenhove                           | 1825–1893   | Gutsbesitzer, Politiker | berufen, 1881–1893 |         | ?                 |
| Maximilian Graf Coudenhove                           | 1805–1889   | Feldmarschallleutnant | berufen, ?–1889    |         | ?                 |
| Georg Konstantin Fürst Czartoryski                   | 1828–1912   | Politiker | erblich, 1891–1912 |         | ?                 |
| Alois Freiherr von Czedik                            | 1830–1924   | Geheimer Rat, Sektionschef und Präsident der Generaldirektion der österreichischen Staatsbahnen a. D., Präsident der Staatsschulden-Kommission | berufen, 1883–1918 | ?–XXII. | Mittelpartei      |
| Eugen Karl Graf Czernin von und zu Chudenitz         | 1796–1868   | Gutsbesitzer, Industrieller | erblich, ?–1868    |         | ?                 |
| Ottokar Graf Czernin von und zu Chudenitz            | 1872–1932   | Geheimer Rat, Kämmerer, Minister des k.u.k. Hauses und des Äußern, Major i. d. R.                                                              | erblich, ?–1918    | ?–XXII. | Verfassungspartei |
| Karl Ritter von Czyhlarz                             | 1833–1914   | Jurist, Politiker | berufen, 1895–1914 |         | ?                 |

### D
| Name                                             | Lebensdaten | Beruf                    | Mitgliedschaft     | Session | Fraktion          |
| ------------------------------------------------ | ----------- | ------------------------ | ------------------ | ------- | ----------------- |
| Dalberg Friedrich Ferdinand, Freiherr von und zu | 1822–1908   | Gutsbesitzer             | erblich, 1881–1908 |         | Rechte            |
| Dalberg Karl, Freiherr von und zu                | 1849–1920   | Gutsbesitzer             | erblich, 1910–1918 |         | Rechte            |
| Doblhoff-Dier Anton, Freiherr v.                 | 1800–1872   | Politiker                | berufen, 1867–1872 |         | ?                 |
| Dreher Anton                                     | 1849–1921   | Großindustrieller        | berufen, 1902–1918 | ?–XXII. | Verfassungspartei |
| Dumba Nikolaus                                   | 1830–1900   | Industrieller, Politiker | berufen, 1885–1900 |         | ?                 |
| Dzieduszycki, Tadeusz Graf                       | 1841–1918   | Gutsbesitzer             | erblich, 1899–1918 |         | Rechte            |

### E
| Name                            | Lebensdaten | Beruf                                                                    | Mitgliedschaft       | Session | Fraktion          |
| ------------------------------- | ----------- | ------------------------------------------------------------------------ | -------------------- | ------- | ----------------- |
| Egger Franz                     | 1836–1918   | Geheimer Rat, Fürstbischof von Brixen                                    | geistlich, ?–1918    | ?–XXII. | ?                 |
| Eigner Moritz, Ritter v.        | 1822–1900   | Politiker                                                                | berufen, 1892–1900   |         | ?                 |
| Endrici Celestino               | 1866–1940   | Fürstbischof von Trient                                                  | geistlich, 1904–1918 | ?–XXII. | Rechte            |
| Engerth Wilhelm, Freiherr v.    | 1814–1884   | Architekt, Ingenieur                                                     | berufen, 1874–1884   |         | ?                 |
| Enzenberg Arthur, Graf v.       | 1841–1925   | Geheimer Rat, Kämmerer, Sektionschef a. D.                               | berufen, 1899–1918   | ?–XXII. | Mittelpartei      |
| Escher Caspar Alfred, Ritter v. | 1843–1927   | Großhändler, Kommerzialrat                                               | berufen, 1912–1918   | ?–XXII. | Mittelpartei      |
| Exner Adolf                     | 1841–1894   | Jurist, Rechtsprofessor                                                  | berufen, 1892–1894   |         | ?                 |
| Exner Wilhelm                   | 1840–1931   | Geheimer Rat, Sektionschef, Präsident des k.k. technischen Versuchsamtes | berufen, 1905–1918   | ?–XXII. | Verfassungspartei |

### F
| Name                                    | Lebensdaten | Beruf                                                                                  | Mitgliedschaft     | Session | Fraktion          |
| --------------------------------------- | ----------- | -------------------------------------------------------------------------------------- | ------------------ | ------- | ----------------- |
| Falkenhayn Franz, Graf                  | 1827–1898   | Gutsbesitzer, Politiker                                                                | erblich, 1867–1898 |         | Rechte            |
| Felder Cajetan, Freiherr v.             | 1814–1894   | Geheimer Rat, Bürgermeister von Wien, Landmarschall-Stellvertreter in Niederösterreich | berufen, 1869–1894 | V.–XI.  | Verfassungspartei |
| Franckenstein Karl, Freiherr von und zu | 1831–1898   | Diplomat, Botschafter                                                                  | berufen, 1889–1898 |         | Rechte            |
| Franz Rudolf, Freiherr von              | 1842–1909   | Journalist, Jurist                                                                     | berufen, 1887–1909 |         | Mittelpartei      |
| Fünfkirchen Franz Klemens, Graf         | 1827–1902   | Gutsbesitzer                                                                           | erblich, 1872–1902 |         | Mittelpartei      |
| Fünfkirchen Otto I., Graf               | 1800–1872   | Gutsbesitzer, Politiker                                                                | erblich, 1867–1872 |         | ?                 |
| Fünfkirchen Otto II., Graf              | 1859–1946   | Gutsbesitzer                                                                           | erblich, 1904–1918 |         | Mittelpartei      |
| Fürstenberg Johann Egon, Landgraf       | 1802–1879   | Herrschaftsbesitzer                                                                    | erblich, 1867–1879 |         | ?                 |
| Fürstenberg Max Egon I., Fürst zu       | 1822–1873   | Herrschaftsbesitzer                                                                    | erblich, 1861–1873 |         | ?                 |
| Fürstenberg Max Egon II., Fürst zu      | 1863–1941   | Geheimer Rat, Kämmerer, Oberst i. d. R., Vizepräsident des Herrenhauses                | erblich, 1886–1918 | ?–XXII. | Verfassungspartei |

### G
| Name                                     | Lebensdaten | Beruf                                                         | Mitgliedschaft                | Session     | Fraktion          |
| ---------------------------------------- | ----------- | ------------------------------------------------------------- | ----------------------------- | ----------- | ----------------- |
| Gablenz Ludwig Karl Wilhelm Freiherr von | 1814–1874   | General der Kavallerie                                        | berufen, 1867–1874            | ?           | liberal           |
| Gagern Maximilian Freiherr von           | 1810–1889   | Diplomat, Politiker                                           | berufen, 1881–1889            | ?           | ?                 |
| Ganglbauer Cölestin Josef                | 1817–1889   | Geheimer Rat, Kardinal und Fürsterzbischof von Wien           | geistlich, 1877–1889          | ?–X.        | ?                 |
| Gautsch Freiherr von Frankenthurn Paul   | 1851–1918   | Geheimer Rat, Ministerpräsident a. D.                         | berufen, 1895–1918            | ?–XXII.     | Mittelpartei      |
| Georgi Friedrich Freiherr                | 1852–1926   | Geheimer Rat, Generaloberst, Minister a. D.                   | berufen, 1917–1918            | XXII.       | Mittelpartei      |
| Gessmann Albert                          | 1852–1920   | Geheimer Rat, Minister a. D.                                  | berufen, 1917 ohne Angelobung | XXII.       | ?                 |
| Glanz Freiherr von Eicha Hugo            | 1848–1915   | Politiker                                                     | berufen, 1907–1915            | ?           | ?                 |
| Gleispach Johann Graf                    | 1840–1906   | Geheimer Rat, Kämmerer, Oberlandesgerichts-Präsident in Graz  | berufen, 1895–1906            | ?–XVII.     | Verfassungspartei |
| Goëss Johann Anton Graf von              | 1816–1887   | Offizier, Politiker                                           | erblich, 1861–1887            | ?           | ?                 |
| Gołuchowski Agenor d. Ä. Graf            | 1812–1875   | Statthalter von Galizien                                      | erblich, 1867–1875            | IV.–VIII.   | ?                 |
| Gołuchowski Agenor d. J. Graf            | 1849–1921   | Geheimer Rat, Minister des k.u.k. Hauses und des Äußern a. D. | erblich, 1875–1918            | VIII.–XXII. | Rechte            |
| Grabmayr Karl von                        | 1848–1923   | Geheimer Rat, Präsident des Reichsgerichtes                   | berufen, 1907–1918            | ?–XXII.     | Mittelpartei      |
| Grasböck Theobald                        | 1846–1915   | Abt des Stifts Wilhering                                      | berufen, 1899–1915            | ?–?         | ?                 |
| Grillparzer Franz                        | 1791–1872   | Schriftsteller                                                | berufen, 1861–1872            | ?–?         | ?                 |
| Grünne Karl Ludwig Graf                  | 1808–1884   | General                                                       | berufen, 1883–1884            | ?–?         | ?                 |
| Gruscha Anton Josef                      | 1820–1911   | Fürsterzbischof von Wien                                      | geistlich, 1890–1911          | ?–?         | Rechte            |
| Gutmann Max Ritter von                   | 1857–1930   | Bergrat, Großgrundbesitzer, Großindustrieller                 | berufen, 1917–1918            | ?–XXII.     | Mittelpartei      |

### H
| Name                                     | Lebensdaten | Beruf | Mitgliedschaft                     | Session | Fraktion          |
| ---------------------------------------- | ----------- | ----- | ---------------------------------- | ------- | ----------------- |
| Hakman, Eugen                            | 1794–1873   |       | berufen, 1862–1873                 |         | ?                 |
| Haller von Hallerkeö, Franz              | 1796–1875   |       | berufen, 1861–1875                 |         | ?                 |
| Halm, Friedrich                          | 1785–1864   |       |                                    |         | ?                 |
| Handel, Erasmus von                      | 1860–1928   |       | berufen, 1917–1918                 |         | Mittelpartei      |
| Harrach, Johann Nepomuk von              | 1828–1909   |       | erblich, 1884–1909                 |         | Rechte            |
| Hartel, Wilhelm von                      | 1839–1907   |       | berufen, 1891–1907                 |         | Verfassungspartei |
| Hartig, Edmund von                       | 1812–1883   |       | berufen, 1867–1883                 |         | Verfassungspartei |
| Hartig, Franz von                        | 1789–1865   |       | berufen, 1861–1865                 |         | ?                 |
| Hasner von Artha, Leopold                | 1818–1891   |       | berufen, 1867–1891                 |         | Verfassungspartei |
| Hauffe, Leopold von                      | 1840–1912   |       | berufen, 1899–1912                 |         | Verfassungspartei |
| Hauswirth, Ernest                        | 1818–1901   |       | berufen, 1884–1901                 |         | Mittelpartei      |
| Helferstorfer, Othmar                    | 1810–1880   |       | berufen, 1875–1880                 |         | Verfassungspartei |
| Helfert, Joseph Alexander von            | 1820–1910   |       | berufen, 1881–1910                 |         | Rechte            |
| Heß, Heinrich von                        | 1788–1870   |       | berufen, 1861–1870                 |         | ?                 |
| Hlávka, Josef                            | 1831–1908   |       | berufen, 1831–1908                 |         | Rechte            |
| Hock, Carl von                           | 1808–1869   |       | berufen, 1867–1869                 |         | ?                 |
| Hofmann, Leopold Friedrich von           | 1822–1885   |       | berufen, 1876–1885                 |         | Verfassungspartei |
| Hohenlohe-Langenburg, Gottfried zu       | 1860–1933   |       | erblich, 1909–1933                 |         | Verfassungspartei |
| Hohenlohe-Schillingsfürst, Konrad zu     | 1863–1918   |       | berufen, 1916–1918                 |         | keine             |
| Hohenlohe-Schillingsfürst, Konstantin zu | 1828–1896   |       | berufen, 1867–1896                 |         | Mittelpartei      |
| Hohenwart, Karl Sigmund von              | 1824–1899   |       | berufen, 1897–1899                 |         | Rechte            |
| Holzgethan, Ludwig von                   | 1810–1876   |       | berufen, 1870–1876                 |         | ?                 |
| Horbaczewski, Ivan                       | 1854–1942   |       | berufen, 1909–1942                 |         | keine             |
| Horst, Julius von                        | 1830–1904   |       | berufen, 1903–1904 ohne Angelobung |         | keine             |
| Hoyos-Sprinzenstein, Ernst Karl von      | 1830–1903   |       | erblich, 1861–1903                 |         | Mittelpartei      |
| Hübner, Alexander von                    | 1811–1892   |       | berufen, 1879–1892                 |         | Rechte            |
| Huyn, Johann Carl                        | 1812–1889   |       | berufen, 1885–1889                 |         | Rechte            |
| Hye von Glunek, Anton                    | 1807–1894   |       | berufen, 1869–1894                 |         | Verfassungspartei |

### I
| Name            | Lebensdaten | Beruf                            | Mitgliedschaft       | Session | Fraktion |
| --------------- | ----------- | -------------------------------- | -------------------- | ------- | -------- |
| Isakowicz Isaak | 1824–1901   | arm.-kath. Erzbischof in Lemberg | geistlich, 1882–1901 | XVII    | Rechte   |

### J
| Name                            | Lebensdaten | Beruf                               | Mitgliedschaft       | Session | Fraktion |
| ------------------------------- | ----------- | ----------------------------------- | -------------------- | ------- | -------- |
| Jeglič Anton                    | 1850–1937   | Fürstbischof von Laibach            | geistlich, 1899–1918 | XVII    | Rechte   |
| John Franz, Freiherr v.         | 1815–1876   | Generalstabschef und Kriegsminister | berufen, 1867–1876   |         | ?        |
| Jorkasch-Koch, Adolf Ritter von | 1823–1902   | Verwaltungsbeamter                  | berufen, 1891–1902   | XVII    | Rechte   |

### K
| Name                     | Lebensdaten | Beruf | Mitgliedschaft | Session | Fraktion |
| ------------------------ | ----------- | ----- | -------------- | ------- | -------- |
| Kaiserfeld Moritz von    | ?–?         |       |                |         | ?        |
| Kálnoky Gustav           | ?–?         |       |                |         | ?        |
| Karajan Theodor von      | ?–?         |       |                |         | ?        |
| Karl Alexander           | ?–?         |       |                |         | ?        |
| Kathrein Theodor von     | ?–?         |       |                |         | ?        |
| Khevenhüller Johann Carl | ?–?         |       |                |         | ?        |
| Königswarter Moritz von  | ?–?         |       |                |         | ?        |
| Kopp Georg von           | ?–?         |       |                |         | ?        |
| Krauß Karl von           | ?–?         |       |                |         | ?        |
| Krauß Philipp von        | ?–?         |       |                |         | ?        |
| Krupp Arthur             | ?–?         |       |                |         | ?        |
| Kübeck von Kübau Max     | ?–?         |       | berufen, 1909  |         | ?        |

### L
| Name                          | Lebensdaten | Beruf | Mitgliedschaft | Session | Fraktion |
| ----------------------------- | ----------- | ----- | -------------- | ------- | -------- |
| Lammasch Heinrich             | x–x         |       | berufen        |         | ?        |
| Larisch von Moennich Heinrich | x–x         |       | berufen        |         | ?        |
| Larisch von Moennich Johann   | x–x         |       | berufen        |         | ?        |
| Lasser von Zollheim Josef     | x–x         |       | berufen        |         | ?        |
| Latour Josef                  | x–x         |       | berufen        |         | ?        |
| Lieben Adolf                  | x–x         |       | berufen        |         | ?        |
| Liechtenstein Aloys           | x–x         |       | berufen        |         | ?        |
| Lobkowitz Ferdinand           | x–x         |       | berufen        |         | ?        |
| Lobkowitz Ferdinand           | x–x         |       | berufen        |         | ?        |
| Lobkowitz Georg Christian     | x–x         |       | berufen        |         | ?        |
| Lodron-Laterano Kaspar        | x–x         |       | berufen        |         | ?        |
| Lodron-Laterano Konstantin    | x–x         |       | berufen        |         | ?        |
| Ludwig Ernst                  | x–x         |       | berufen        |         | ?        |
| Luschin Arnold                | x–x         |       | berufen        |         | ?        |
| Lützow Heinrich               | x–x         |       | berufen        |         | ?        |

### M
| Name                                            | Lebensdaten | Beruf                                       | Mitgliedschaft       | Session | Fraktion          |
| ----------------------------------------------- | ----------- | ------------------------------------------- | -------------------- | ------- | ----------------- |
| Maassen Friedrich                               | 1823–1900   |                                             | berufen, 1885–1900   |         | Rechte            |
| Mach Ernst                                      | 1838–1916   |                                             | berufen, 1901–1916   |         | Verfassungspartei |
| Madeyski Stanislaus, Ritter v.                  | 1841–1910   | Geh. Rat, Minister a. D.                    | berufen, 1899–1910   | XVII    | Rechte            |
| Małecki Antoni                                  | 1821–1913   | Professor der Universität Lemberg           | berufen, 1881–1916   | XVII    | Rechte            |
| Mannlicher Ferdinand, Ritter v.                 | 1848–1904   |                                             | berufen, 1899–1904   |         | keine             |
| Marchet Gustav                                  | 1846–1916   |                                             | berufen, 1907–1916   |         | Verfassungspartei |
| Mensdorff-Pouilly-Dietrichstein Albert, Graf v. | 1861–1945   |                                             | berufen, 1917–1918   |         | Mittelpartei      |
| Meran Franz, Graf v.                            | 1839–1891   |                                             | erblich, 1861–1891   |         | Verfassungspartei |
| Merveldt Franz, Graf v.                         | 1844–1916   |                                             | berufen, 1901–1916   |         | Mittelpartei      |
| Metternich-Winneburg Paul, Fürst                | 1834–1906   |                                             | erblich, 1895–1906   |         | Rechte            |
| Metternich-Winneburg Richard Klemens, Fürst     | 1829–1895   |                                             | erblich, 1861–1895   |         | Mittelpartei      |
| Michałowski Józef, Ritter v.                    | 1837–1908   | Gutsbesitzer                                | berufen, 1902–1908   | XVII    | Rechte            |
| Miklosich Franz, Ritter v.                      | 1813–1891   |                                             | berufen, 1862–1891   |         | Verfassungspartei |
| Miller zu Aichholz Vinzenz, Ritter v.           | 1827–1913   |                                             | berufen, 1891–1913   |         | Verfassungspartei |
| Missia Jakob                                    | 1838–1902   | Fürsterzbischof von Görz                    | geistlich, 1884–1902 | XVII    | Rechte            |
| Mniszek-Tchórznicki Aleksander, Ritter v.       | 1851–1916   | Präsident des Oberlandesgerichts in Lemberg | geistlich, 1902–1916 | XVII    | Rechte            |
| Montecuccoli-Laderchi Maximilian, Graf          | 1840–1921   | Gutsbesitzer                                | erblich, 1881–1918   | XVII    | Rechte            |
| Morariu-Andriewicz Sylvester                    | 1818–1895   | gr. or. Erzbischof von Czernowitz           | geistlich, 1880–1895 |         | Mittelpartei      |
| Mussafia Adolf                                  | 1834–1905   |                                             | berufen, 1901–1905   |         | Mittelpartei      |
| Mycielski Franciszek, Graf                      | 1832–1901   | Gutsbesitzer                                | berufen, 1895–1901   | XVII    | Rechte            |

### N
| Name                   | Lebensdaten | Beruf | Mitgliedschaft | Session | Fraktion |
| ---------------------- | ----------- | ----- | -------------- | ------- | -------- |
| Nagl Franz Xaver       | ?–?         |       |                |         |          |
| Neumann Leopold v.     | ?–?         |       |                |         |          |
| Nostitz-Rieneck Erwein | ?–?         |       |                |         |          |

### P
| Name                                  | Lebensdaten | Beruf               | Mitgliedschaft     | Session | Fraktion |
| ------------------------------------- | ----------- | ------------------- | ------------------ | ------- | -------- |
| Paar Karl, Fürst                      | 1834–1917   | Herrschaftsbesitzer | erblich, 1881–1917 | XVII    | Rechte   |
| Pammer Bruno                          | ?–?         |                     | berufen            |         |          |
| Peez Alexander                        | ?–?         |                     | berufen            |         |          |
| Peithner von Lichtenfels Thaddäus     | ?–?         |                     | berufen            |         |          |
| Philippovich von Philippsberg Eugen   | ?–?         |                     | berufen            |         |          |
| Piffl Friedrich Gustav                | ?–?         |                     | berufen            |         |          |
| Planck von Planckburg Karl            | ?–?         |                     | berufen            |         |          |
| Plener Ernst                          | ?–?         |                     | berufen            |         |          |
| Plener Ignaz                          | ?–?         |                     | berufen            |         |          |
| Podstatzky-Lichtenstein Alois, Graf   | 1873–1918   | Herrschaftsbesitzer | erblich, 1902–1918 | XVII    | Rechte   |
| Podstatzky-Lichtenstein Leopold, Graf | 1840–1902   | Herrschaftsbesitzer | erblich, 1881–1902 | XVII    | Rechte   |
| Potocki Alfred Józef                  | ?–?         |                     | erblich            |         |          |
| Potocki Roman, Graf                   | 1851–1915   | Herrschaftsbesitzer | erblich, 1890–1915 | XVII    | Rechte   |
| Pražák Alois                          | ?–?         |                     | berufen            |         |          |
| Puthon Viktor                         | ?–?         |                     | berufen            |         |          |

### R
| Name                             | Lebensdaten | Beruf | Mitgliedschaft | Session | Fraktion |
| -------------------------------- | ----------- | ----- | -------------- | ------- | -------- |
| Ramming Wilhelm                  | ?–?         |       |                |         |          |
| Rauscher Joseph Othmar von       | ?–?         |       |                |         |          |
| Reslhuber Augustin               | ?–?         |       |                |         |          |
| Revertera von Salandra Friedrich | ?–?         |       |                |         |          |
| Ringhoffer Franz von             | ?–?         |       |                |         |          |
| Rizy Theobald von                | ?–?         |       |                |         |          |
| Rodich Gabriel von               | ?–?         |       |                |         |          |
| Rokitansky Carl von              | ?–?         |       |                |         |          |
| Rothschild Anselm Salomon von    | ?–?         |       |                |         |          |
| Russ Viktor Wilhelm              | ?–?         |       |                |         |          |

### S
| Name                              | Lebensdaten | Beruf | Mitgliedschaft | Session | Fraktion |
| --------------------------------- | ----------- | ----- | -------------- | ------- | -------- |
| Saar Ferdinand von                | ?–?         |       |                |         |          |
| Schaumburg-Lippe Wilhelm zu       | ?–?         |       |                |         |          |
| Schey von Koromla Josef           | ?–?         |       |                |         |          |
| Schindler Franz Martin            | ?–?         |       |                |         |          |
| Schindler Johann Baptist          | ?–?         |       |                |         |          |
| Schmidt Friedrich von             | ?–?         |       |                |         |          |
| Schoeller Alexander von           | ?–?         |       |                |         |          |
| Schoeller Paul Eduard von         | ?–?         |       |                |         |          |
| Schoeller Philipp Wilhelm von     | ?–?         |       |                |         |          |
| Schönborn Friedrich von           | ?–?         |       |                |         |          |
| Schüler Friedrich Julius          | ?–?         |       |                |         |          |
| Schwarzenberg Johann Adolf II. zu | ?–?         |       |                |         |          |
| Silva-Tarouca Ernst Emanuel von   | ?–?         |       |                |         |          |
| Sina Simon von                    | ?–?         |       |                |         |          |
| Škoda Emil von                    | ?–?         |       |                |         |          |
| Škoda Karl von                    | ?–?         |       |                |         |          |
| Spaun Hermann von                 | ?–?         |       |                |         |          |
| Starck Johann Anton von           | ?–?         |       | berufen 1869   |         |          |
| Starhemberg Ernst Rüdiger von     | ?–?         |       |                |         |          |
| Steinbach Emil                    | ?–?         |       |                |         |          |
| Stremayr Karl von                 | ?–?         |       |                |         |          |

### T
| Name                                    | Lebensdaten | Beruf                          | Mitgliedschaft | Session | Fraktion |
| --------------------------------------- | ----------- | ------------------------------ | -------------- | ------- | -------- |
| Thun und Hohenstein Franz von           | ?–?         |                                |                |         | ?        |
| Thun und Hohenstein Friedrich von       | ?–?         |                                |                |         | ?        |
| Thun und Hohenstein Oswald von          | 1849–1913   |                                |                |         | ?        |
| Thun und Hohenstein Leo von             | ?–?         |                                |                |         | ?        |
| Tinti Karl Wilhelm von                  | ?–?         |                                |                |         | ?        |
| Toldt Carl                              | ?–?         |                                |                |         | ?        |
| Tomek Václav Vladivoj                   | ?–?         |                                |                |         | ?        |
| Trauttmansdorff-Weinsberg Ferdinand von | 1825–1896   | 1879–1896 Präsident des Hauses |                |         | ?        |

### U
| Name                                | Lebensdaten | Beruf                             | Mitgliedschaft     | Session | Fraktion     |
| ----------------------------------- | ----------- | --------------------------------- | ------------------ | ------- | ------------ |
| Unger Joseph                        | 1828–1913   | Jurist, Schriftsteller, Politiker | berufen, 1869–1913 |         | ?            |
| Ungnad von Weißenwolff Konrad, Graf | 1855–1912   | Herrschaftsbesitzer               | erblich, 1899–1912 |         | Mittelpartei |

### V
| Name                                   | Lebensdaten | Beruf             | Mitgliedschaft     | Session | Fraktion |
| -------------------------------------- | ----------- | ----------------- | ------------------ | ------- | -------- |
| Vesque von Püttlingen Johann, Freiherr | 1803–1883   | Jurist, Komponist | berufen, 1876–1883 |         | ?        |

### W
| Name                                                 | Lebensdaten | Beruf                                      | Mitgliedschaft     | Session | Fraktion          |
| ---------------------------------------------------- | ----------- | ------------------------------------------ | ------------------ | ------- | ----------------- |
| Waldstein-Wartenberg Ernst Franz, Graf v.            | 1821–1904   | Herrschaftsbesitzer                        | erblich, 1861–1904 | XVII    | Verfassungspartei |
| Waldstein-Wartenberg Ernst Karl, Graf v.             | 1849–1913   | Herrschaftsbesitzer                        | erblich, 1906–1913 | XVII    | Verfassungspartei |
| Waldstein-Wartenberg Josef, Graf v.                  | 1824–1903   | Feldmarschalleutnant a. D.                 | berufen, 1872–1903 | XVII    | Verfassungspartei |
| Waldstein-Wartenberg Josef Vincenz, Graf v.          | 1836–1929   | Rittmeister a. D.                          | berufen, 1905–1918 | XVII    | Mittelpartei      |
| Walterskirchen Ernst v.                              | 1829–1891   |                                            | erblich, 1884–1891 |         | Rechte            |
| Walterskirchen Franz, Freiherr v.                    | 1862–1933   | Politiker, Beamter und Gutsbesitzer        | erblich, 1892–1918 | XVII    | Rechte            |
| Washington Maximilian Emanuel, Freiherr v.           | 1829–1903   | Landwirt, Tierzüchter und Politiker        | berufen, 1879–1903 | XVII    | Verfassungspartei |
| Wassilko von Serecki Alexander                       | 1827–1893   |                                            | berufen, 1867–1893 |         | Rechte            |
| Wassilko von Serecki Georg                           | 1864–1940   | Politiker                                  | erblich 1904–1918  | XVII    | Mittelpartei      |
| Wassilko von Serecki Jordaki                         | 1795–1861   |                                            | berufen, 1861      |         | keine             |
| Weichselbaum Anton                                   | 1845–1920   |                                            | berufen, 1917–1918 |         | Verfassungspartei |
| Weiskirchner Richard                                 | 1861–1926   |                                            | berufen, 1917–1918 |         | Mittelpartei      |
| Weiß Johann Baptist, Edler v.                        | 1820–1899   |                                            | berufen, 1891–1899 |         | Rechte            |
| Welser von Welsersheimb Zeno, Graf                   | 1835–1921   | Politiker, Offizier und Gutsbesitzer       | berufen, 1889–1918 | XVII    | keine             |
| Wettstein Richard, Ritter von Westersheim            | 1863–1931   |                                            | berufen, 1917–1918 |         | Verfassungspartei |
| Widerhofer Hermann, Freiherr v.                      | 1832–1901   | Pädiater                                   | berufen, 1895–1901 | XVII    | Verfassungspartei |
| Widmann von Staffelfeld und Ulmburg Alfons, Freiherr | 1850–1921   | Funktionär und Politiker                   | berufen, 1905–1918 | XVII    | Verfassungspartei |
| Wieser Friedrich, Freiherr v.                        | 1851–1926   |                                            | berufen, 1917–1918 |         | Verfassungspartei |
| Wiesner Julius                                       | 1838–1916   | Botaniker                                  | berufen, 1905–1916 | XVII    | Verfassungspartei |
| Windisch-Graetz Alfred I., Fürst zu                  | 1787–1862   |                                            | erblich, 1861–1862 |         | ?                 |
| Windisch-Graetz Alfred III., Fürst zu                | 1851–1927   | Politiker und Großgrundbesitzer            | erblich, 1879–1918 | XVII    | Rechte            |
| Winterstein Simon, Freiherr v.                       | 1819–1883   |                                            | berufen, 1869–1883 |         | Verfassungspartei |
| Wilczek Johann, Graf                                 | 1819–1883   | Polarforscher, Großgrundbesitzer und Mäzen | erblich, 1861–1883 |         | Verfassungspartei |
| Wittek Heinrich, Ritter v.                           | 1844–1930   | Politiker                                  | berufen, 1905–1918 | XVII    | Mittelpartei      |
| Wodzicki Anton, Graf                                 | 1848–1918   | Politiker und Großgrundbesitzer            | berufen, 1905–1918 | XVII    | Rechte            |
| Wohanka Josef, Ritter v.                             | 1842–1931   | Unternehmer und Politiker                  | berufen, 1899–1918 | XVII    | Rechte            |
| Wolkenstein-Trostburg Leopold, v.                    | 1800–1882   |                                            | berufen, 1861–1862 |         | keine             |

### Z
| Name                      | Lebensdaten | Beruf                                              | Mitgliedschaft     | Session | Fraktion |
| ------------------------- | ----------- | -------------------------------------------------- | ------------------ | ------- | -------- |
| Zaleski Philipp           | 1836–1911   | Beamter und Großgrundbesitzer                      | berufen            | XVII    | Rechte   |
| Zelinka Andreas           | 1802–1868   | Bürgermeister von Wien                             | berufen, 1867–1868 |         |          |
| Zoll Friedrich, Ritter v. | 1834–1917   | Jurist                                             | berufen, 1891–1917 | XVII    | Rechte   |
| Zschokke Hermann          | 1838–1920   | römisch-katholischer Weihbischof im Erzbistum Wien | berufen, 1901–1918 | XVII    | Rechte   |